# Porphyrinia rubefacta
Porphyrinia rubefacta là một loài bướm đêm trong họ Noctuidae.